# 中央公園 (久留米市)
中央公園（ちゅうおうこうえん）は、福岡県久留米市東櫛原町・合川町にある公園。

## 概要
久留米市街地のほぼ中央に位置する。面積は23.8ヘクタール。シンボル広場、久留米総合スポーツセンター（久留米アリーナ、久留米市野球場、陸上競技場、テニスコート、武道館、弓道場）、福岡県青少年科学館、久留米市鳥類センター、久留米市民流水プールなどがある。

## 施設

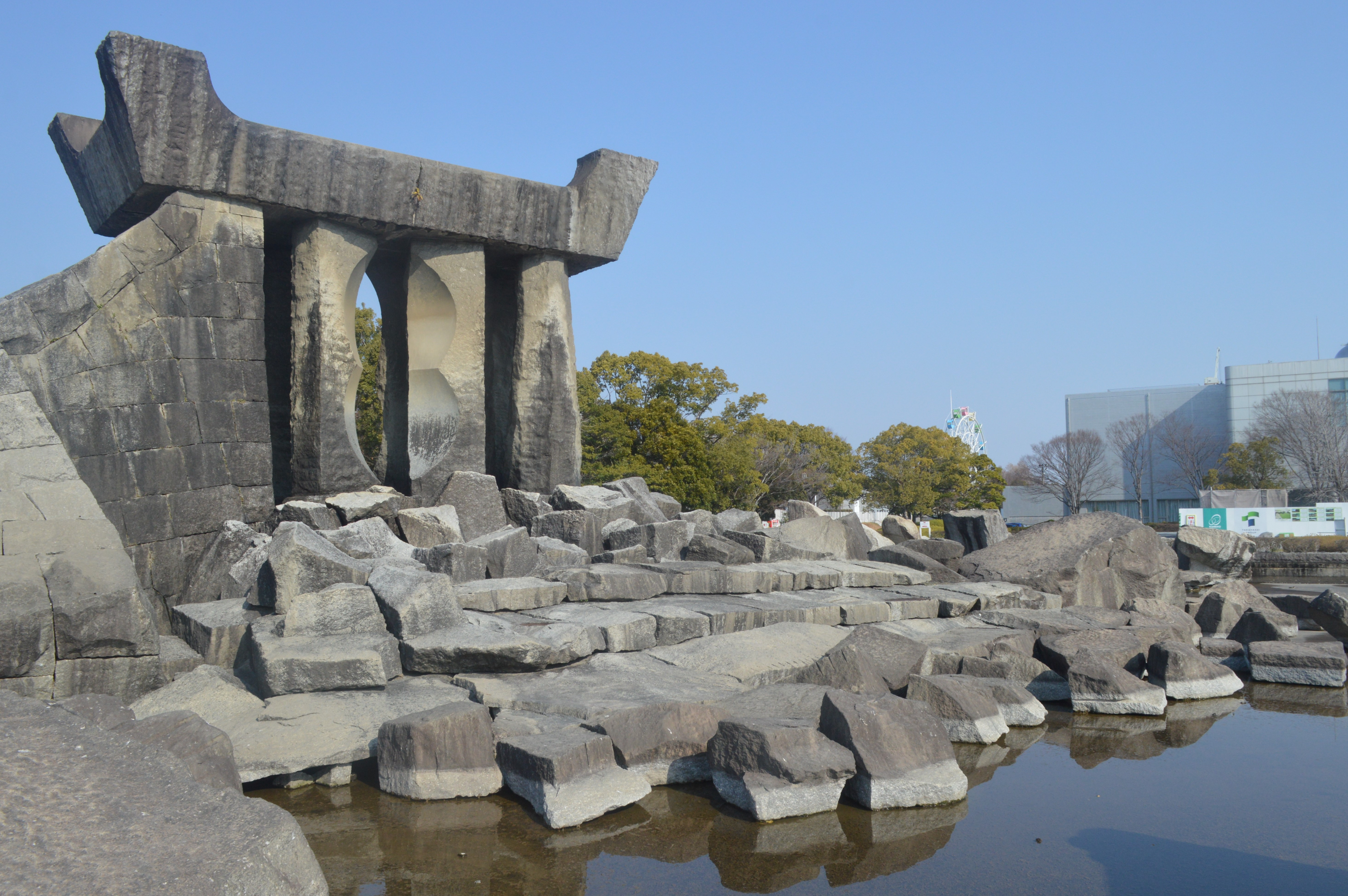
大噴水「愛の泉」

- シンボル広場 - 4.7ヘクタールの芝生広場。筑後川から水を引いた大噴水「愛の泉」がある。
- しょうぶ池 - ハナショウブは5月下旬が見頃。
- 中国風庭園
- 郷学の森
- 久留米総合スポーツセンター
  - 久留米アリーナ
  - 久留米市野球場
  - 陸上競技場
  - テニスコート
- 福岡県青少年科学館
- 久留米市鳥類センター
- 久留米市民流水プール

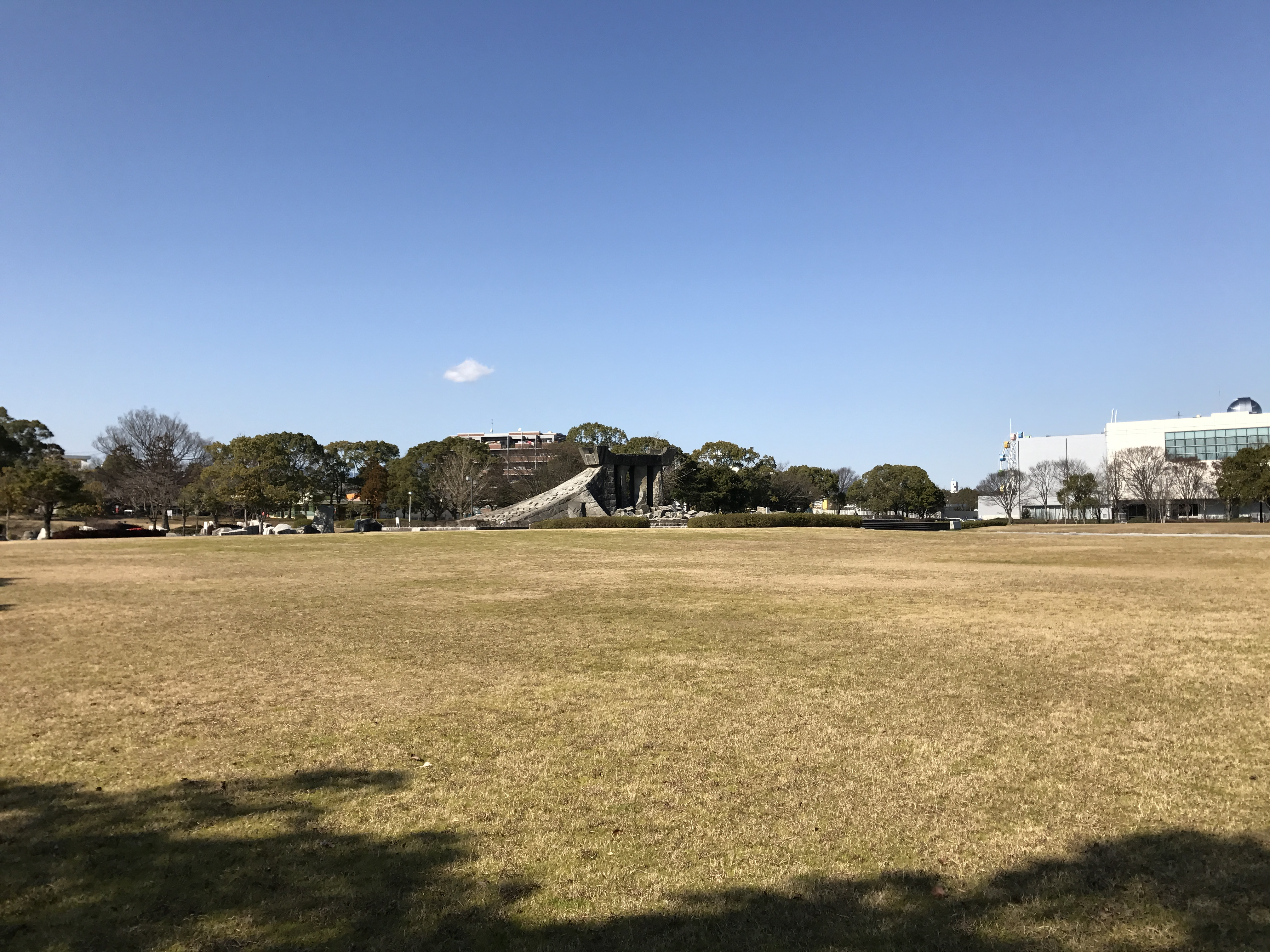
広場
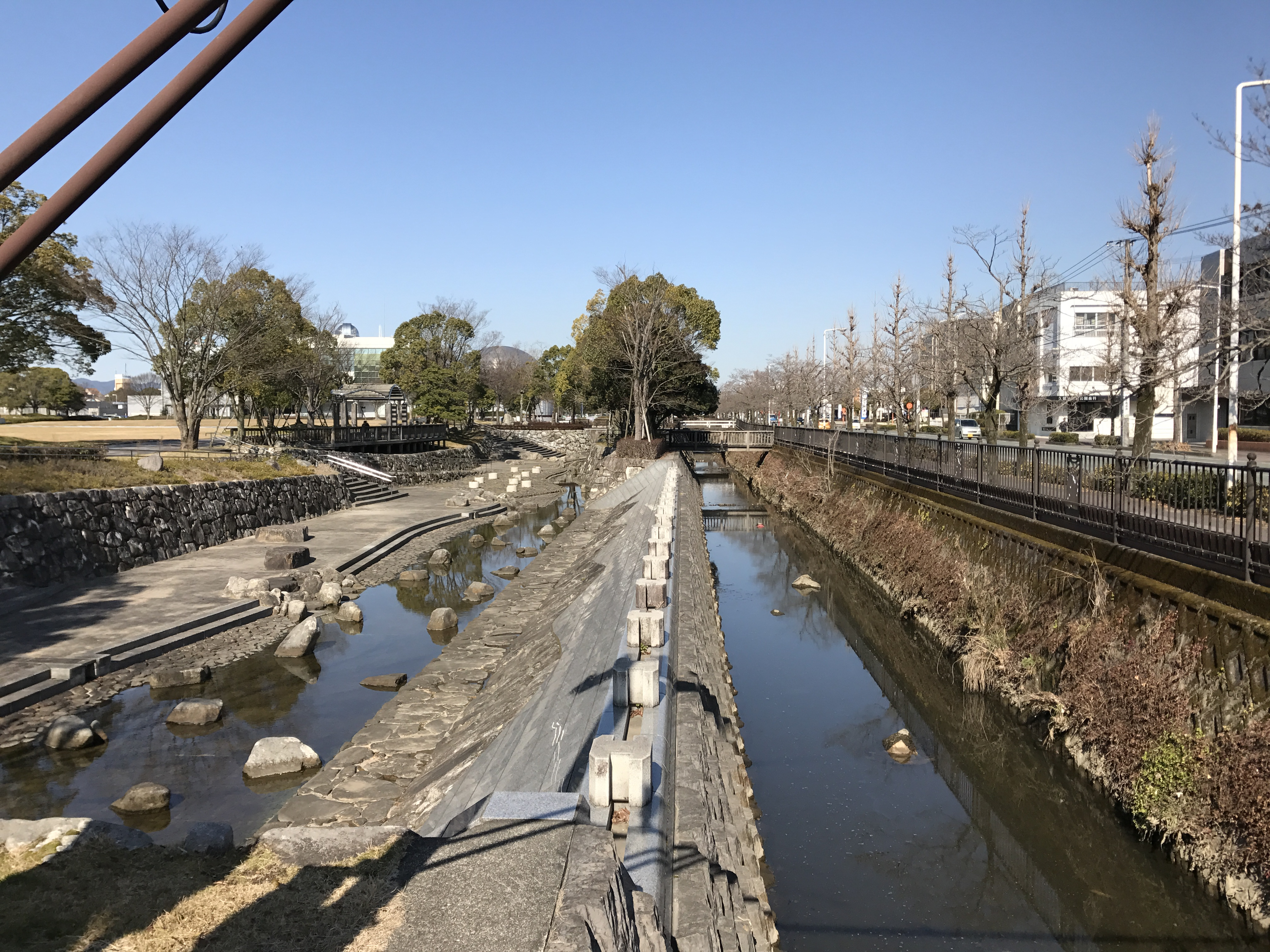
筒川に隣接する親水エリア
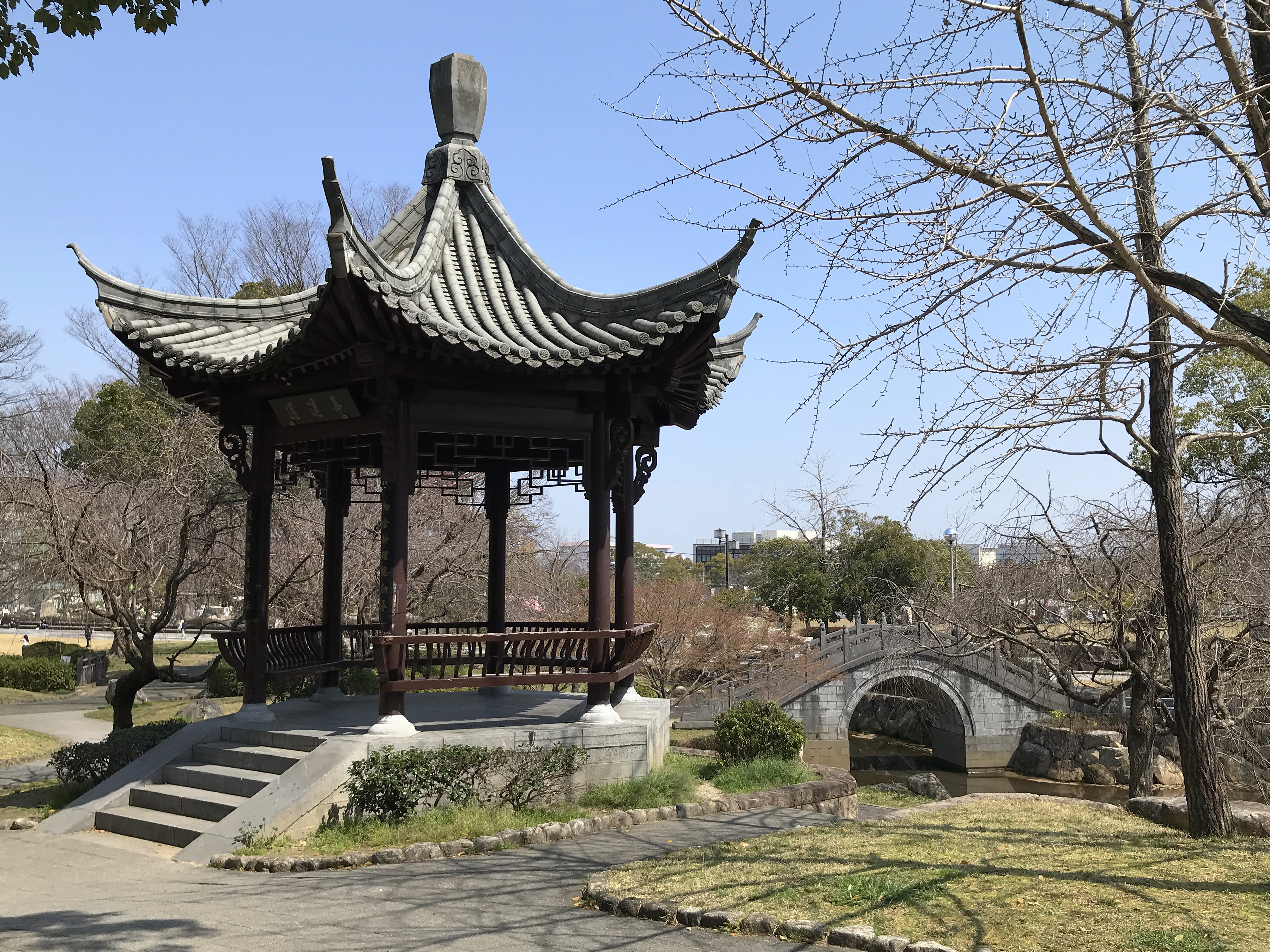
中国風庭園 東屋「逍遥亭」と円月橋「九獅橋」
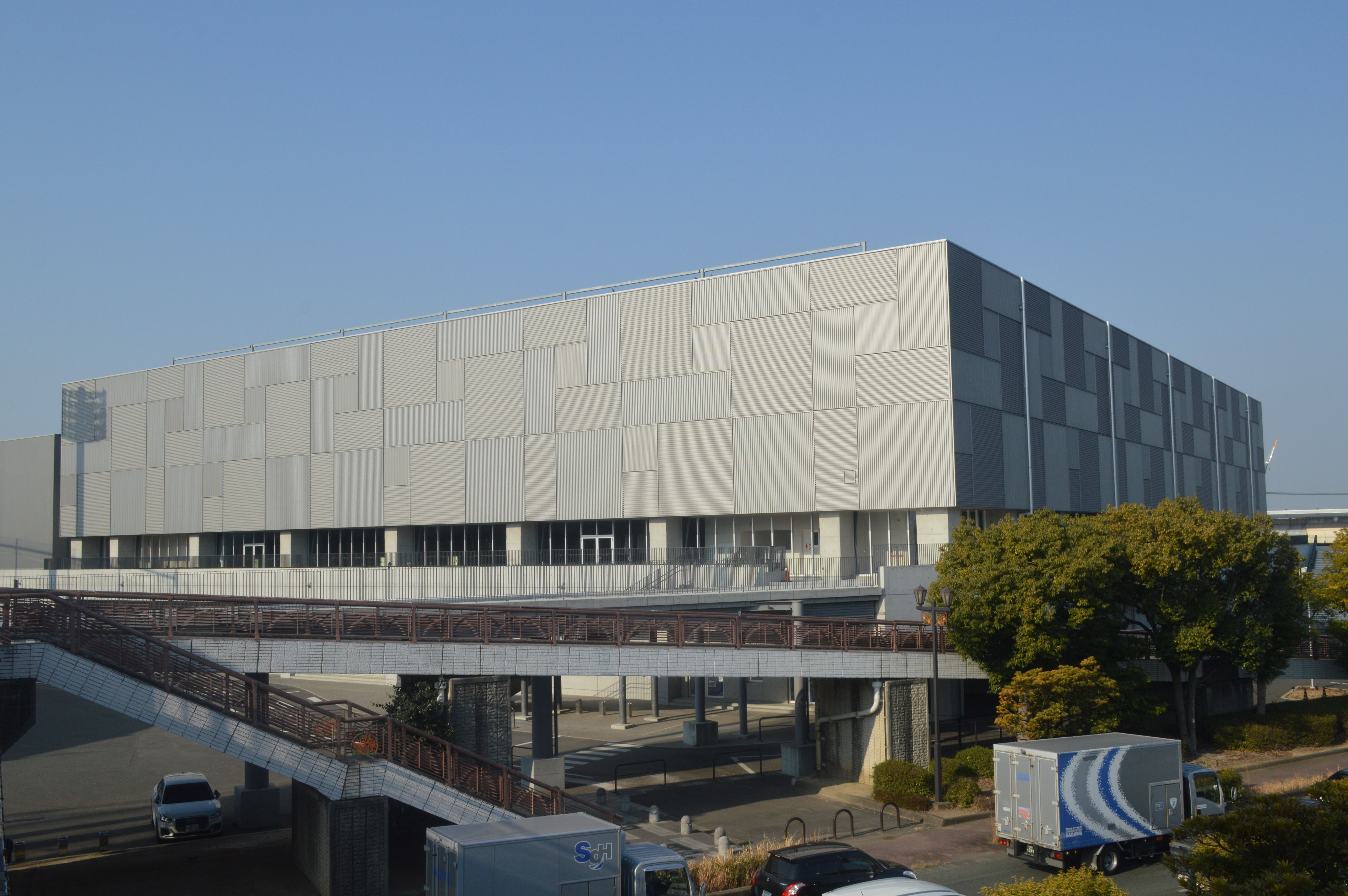
久留米アリーナ
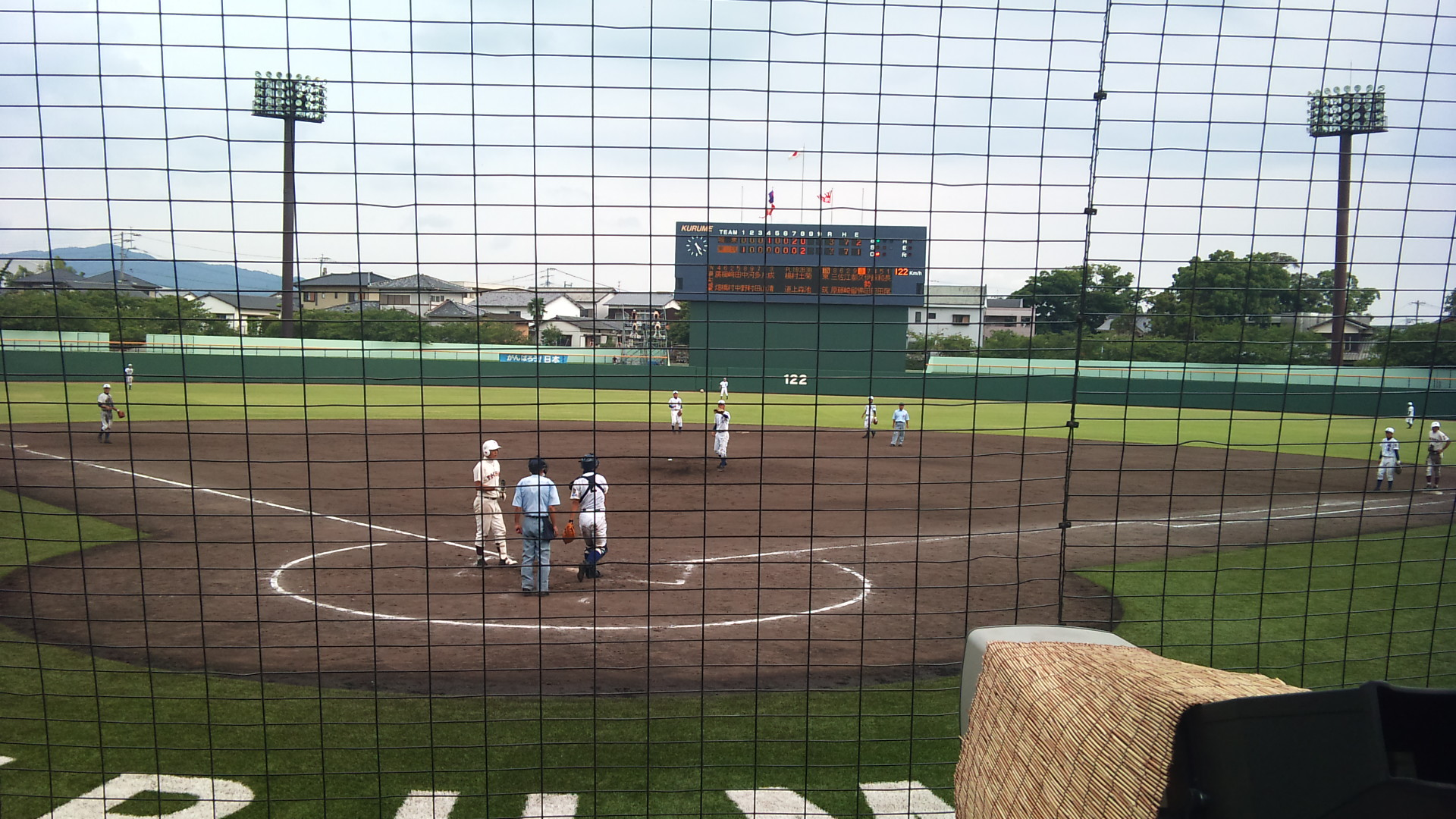
久留米市野球場
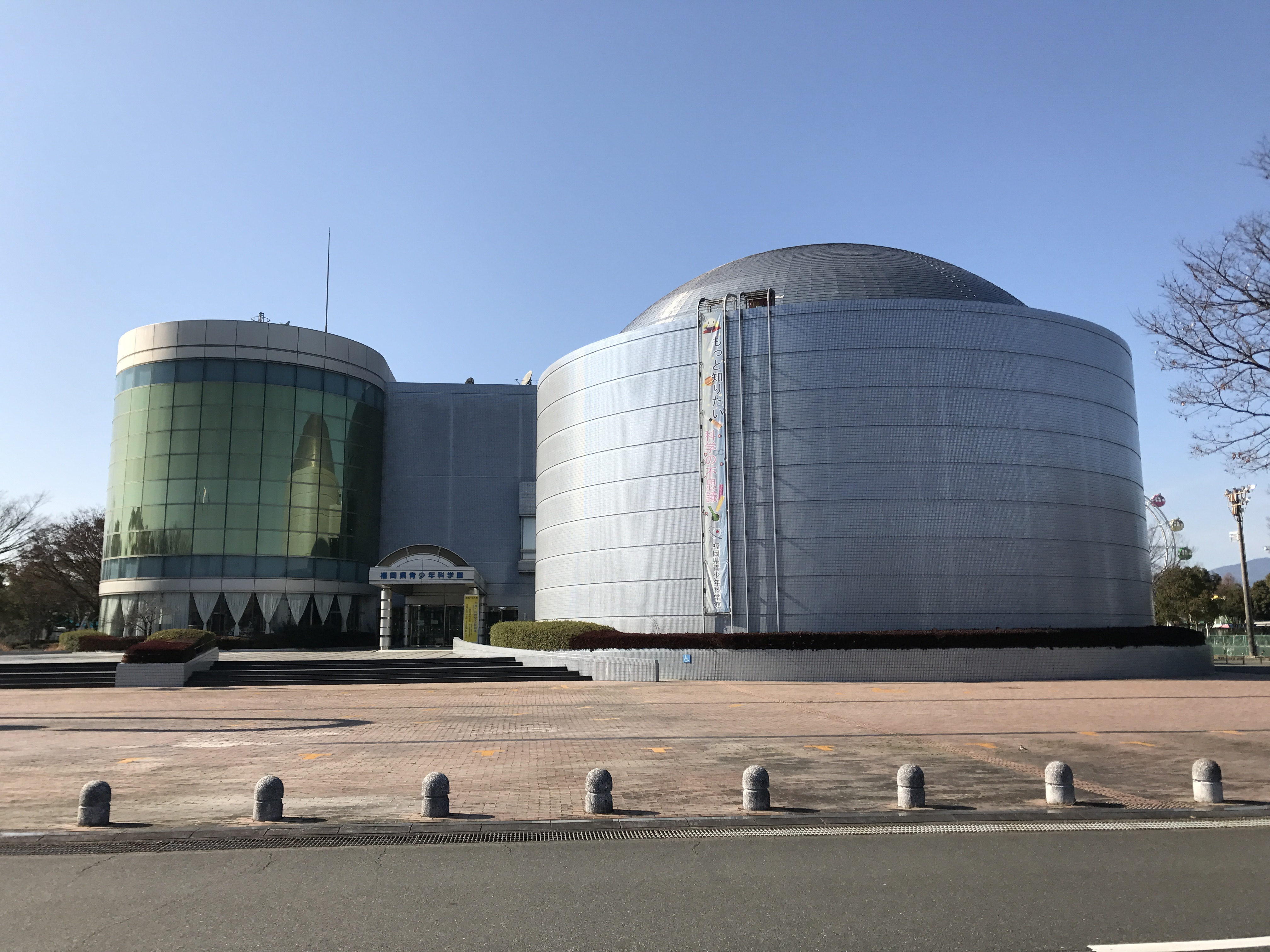
福岡県青少年科学館
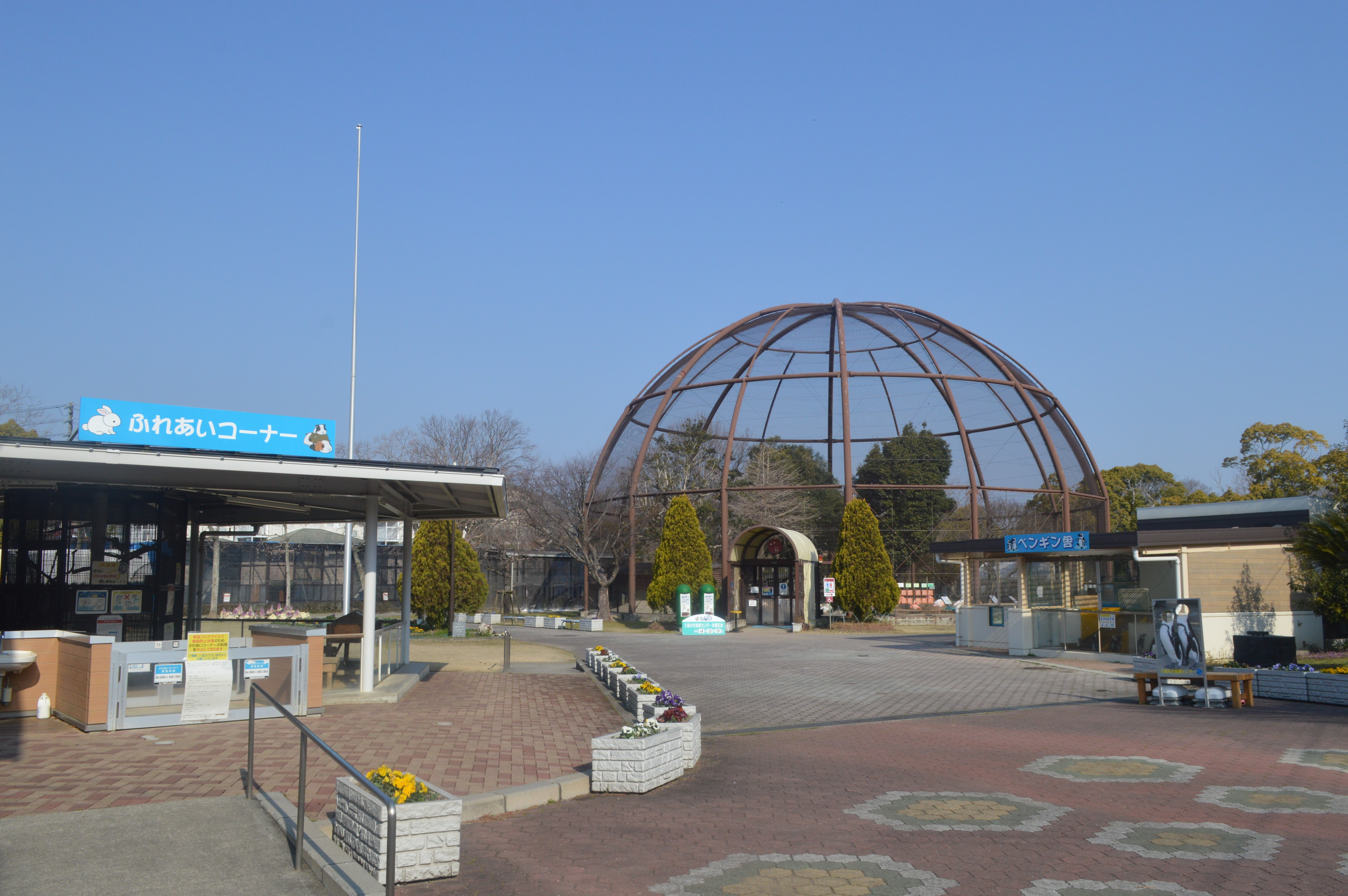
久留米市鳥類センター

## 交通アクセス
- 西鉄天神大牟田線櫛原駅から徒歩15分（1.2㎞）
- JR久留米駅か西鉄久留米駅から西鉄バスゆめタウン行き、今村天主堂行き、田主丸そよ風ホール行きに乗車し、青少年科学館前バス停下車
- 九州自動車道久留米インターチェンジから3km